# Aspalathus citrina
Aspalathus citrina är en ärtväxtart som beskrevs av Rolf Martin Theodor Dahlgren. Aspalathus citrina ingår i släktet Aspalathus och familjen ärtväxter. Inga underarter finns listade i Catalogue of Life.